# Mitjalluna (estri)
La mitjalluna o trinxadora és una fulla o ganivet especial de fulla corba, a manera de mitja lluna, i generalment amb dos mànecs o anses, emprat en la cuina per a tallar formatges, carns, etc. Les mitjallunes presenten de vegades dues fulles paral·leles, per a agilitar el tall mitjançant un moviment de vaivé sobre una superfície dura i horitzontal.
Rep el nom de mitjalluna per la forma corba de la fulla, i és el nom mes comú en el Regne Unit i Itàlia. També té altres noms com "hachoir", que és el seu nom en francès.

## Usos
La mitjalluna és el ganivet més apropiat per a capolar les herbes aromàtiques d'ús culinari o com a tallador de pizza encara que també es pot usar per a tallar formatge i carn. Per Nadal, se sol emprar aquesta fulla per a tallar el torró. Un ús molt comú a Itàlia inclou la preparació d'un soffritto o un pesto, etc.
En les antigues forges era un tallaferro amb mànec de fusta, que servia per a tallar les barres d'acer amb les quals es fabricaven les escarpres de les arades. El mestre ferrer la col·locava sobre l'acer i el mosso o aprenent la batia amb el mall de ferro fins a separar-ne les peces.

## Galeria

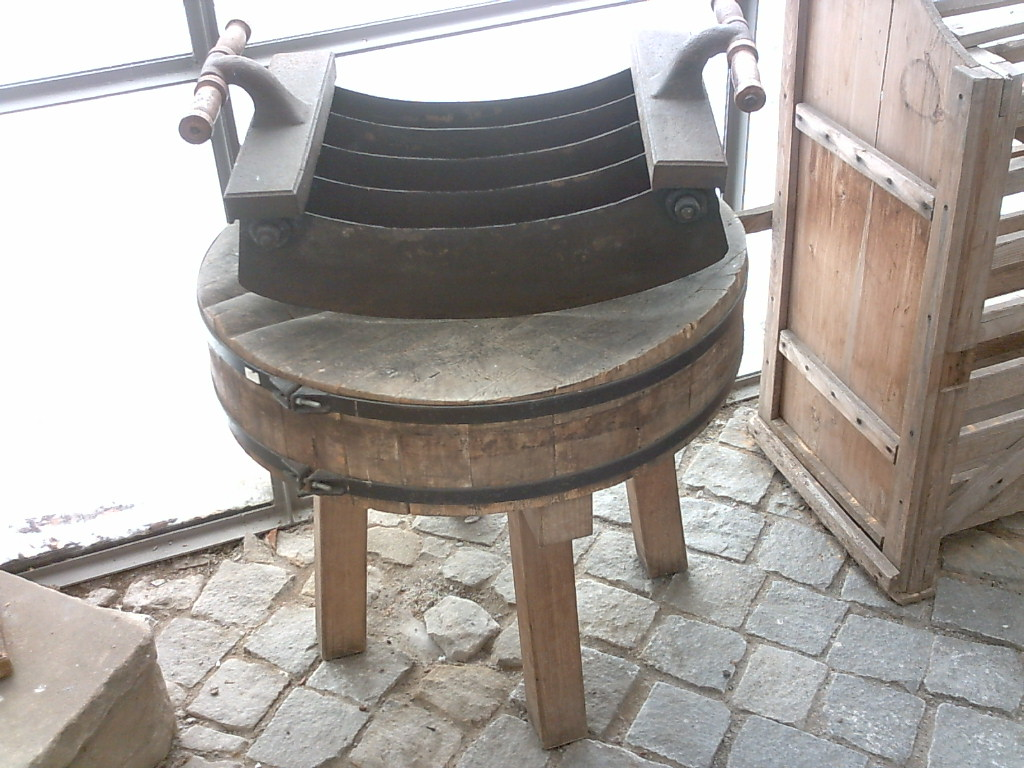
Mitjalluna gran.
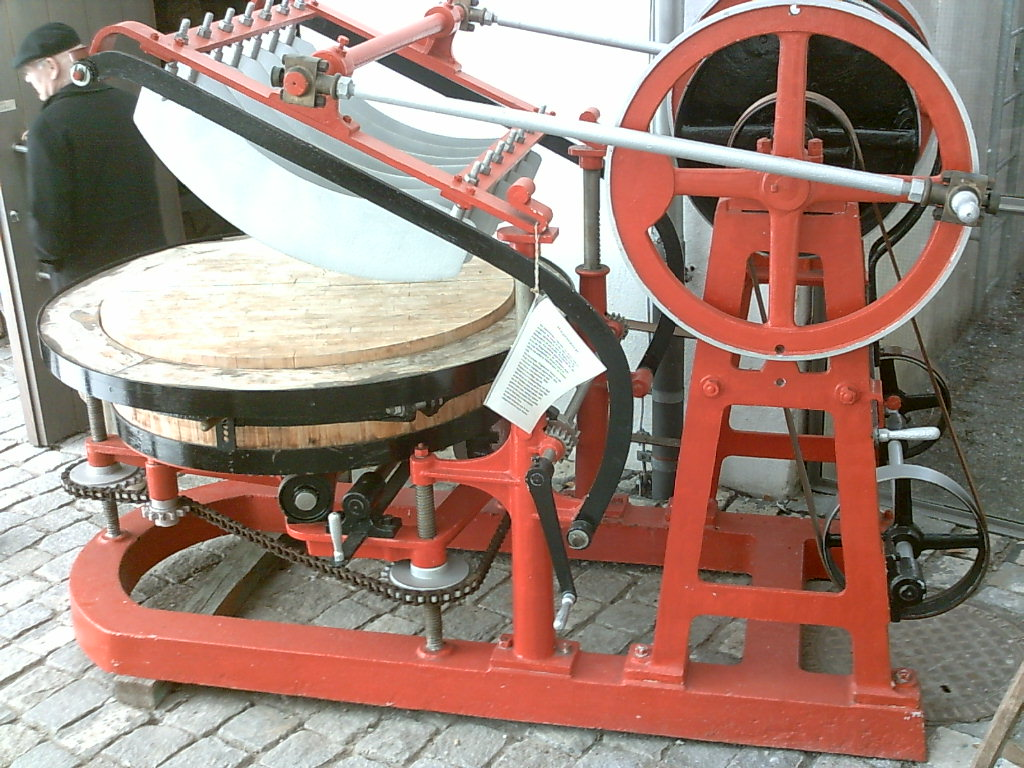
Màquina de tallar.
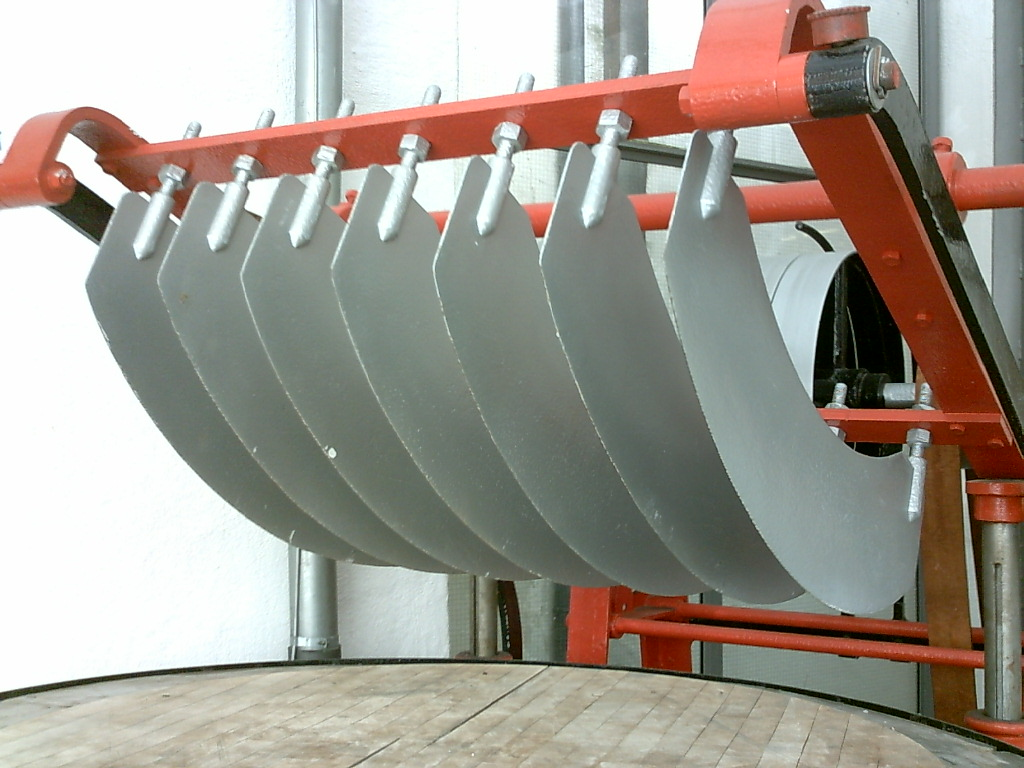
Tallants o ganivetes d'un màquina de tallar.